# Christopher Harris (Ruderer)
Christopher „Chris“ Harris (* 19. Oktober 1985 in Durban, Südafrika) ist ein neuseeländischer Ruderer.
Harris begann 2003 mit dem Rudersport. 2007 gewann er bei den U23-Weltmeisterschaften die Silbermedaille im Vierer ohne Steuermann. 2010 trat Harris erstmals im Ruder-Weltcup an. Bei den Weltmeisterschaften 2010, die daheim auf dem Lake Karapiro stattfanden, belegte er mit dem neuseeländischen Achter den fünften Platz. Ein Jahr später ruderte er bei den Weltmeisterschaften in Bled auf den achten Platz im Vierer ohne Steuermann. Bei den Olympischen Spielen 2012 in London erreichte Harris mit dem neuseeländischen Vierer den elften Platz. 
2014 kehrte Harris als Skullruderer auf die Regattastrecken zurück, bei den Weltmeisterschaften in Amsterdam belegte er mit dem Doppelvierer den zwölften Platz. 2015 bildete Harris mit Robert Manson einen Doppelzweier, hinter den Booten aus Kroatien und Litauen gewannen die beiden die Bronzemedaille bei den Weltmeisterschaften auf dem Lac d’Aiguebelette. Bei den Olympischen Spielen 2016 belegten Harris und Manson den elften Platz.
Harris Partner Manson wechselte danach in den Einer, nachdem der neuseeländische Olympiasieger Mahé Drysdale seine Karriere beendet hatte. Es rückte John Storey zu Harris in den Doppelzweier auf. Das Duo gewann 2017 zwei Weltcupregatten und schließlich die Goldmedaille bei den Weltmeisterschaften in Florida. 2018 belegten die beiden zweimal den vierten Platz im Weltcup. Bei den Weltmeisterschaften in Plowdiw gewannen sie Bronze hinter den Franzosen und den Schweizern. Im Jahr darauf belegten Storey und Harris den achten Platz bei den Weltmeisterschaften 2019. Bei den Olympischen Spielen in Tokio trat Harris zusammen mit Jack Lopas an und belegte ebenfalls den achten Platz.